# Rădeni (Strășeni)
Rădeni è un comune della Moldavia situato nel distretto di Strășeni di 3.071 abitanti al censimento del 2004.

## Località
Il comune è formato dall'insieme delle seguenti località (popolazione 2004):
- Rădeni (979 abitanti)
- Drăgușeni (1.010 abitanti)
- Zamcioji (1.082 abitanti)